# James Laurinaitis
Pour les articles homonymes, voir Laurinaitis.
(en) Statistiques sur pro-football-reference
James Laurinaitis, né le 3 décembre 1986 à Hamel dans le Minnesota, est un joueur américain de football américain évoluant au poste de linebacker.

## Biographie
Il est le fils du catcheur américain Joe Laurinaitis et le neveu de l'ancien catcheur et ancien Manager Général de Raw John Laurinaitis.
Étudiant à l'université d'État de l'Ohio, il joua pour les Buckeyes d'Ohio State. Il remporte divers trophées comme le Bronko Nagurski Trophy (2006), Butkus Award (2007), trophée Lott (2008) et le Jack Lambert Trophy (2007, 2008).
Sélectionné en 2009 à la 35e place (deuxième tour) par les Rams de Saint-Louis, il y joue de 2009 à 2015. Meilleur plaqueur de l'histoire de la franchise, il est coupé à la fin de la saison 2015.
En 2016, il signe aux Saints de La Nouvelle-Orléans.